# 브리다 울
브리다 울(Breeda Wool, 1982년 4월 30일 ~ )은 미국의 배우, 작가, 영화 제작자이다.
어배너에서 태어났다.

## 출연 작품

### 영화
- 마스터피스 (2010, The Masterpiece)
- 래밍 시즌 (2012, Lambing Season) - 단편
- 산타 모니카 (2013, Santa Monica) - 단편
- 탈영 (2016, AWOL)
- 이레이징 에덴 (2016, Erasing Eden)
- 매스 (2021)

### 텔레비전
- 뉴욕 특수수사대 (2007, 2009)
- 성범죄수사대: SVU (2010)
- 위즈 (2010)
- 언리얼 (2015-18)
- 미드나이트, 텍사스 (2017)
- 바이스 프린시펄스 (2017, Vice Principals)
- Strangers (2017)
- 미스터 메르세데스 (2017-19)
- 페이머스 인 러브 (2018)
- 디 어페어 (2018)
- 글로우: 레슬링 여인 천하 (2019)
- 워킹 데드 (2020)
- 룸 104 (2020, Room 104)
- 내셔널 트레져: 숨겨진 이야기 (2022-현재)